# Wahlen in Uruguay 2014
Die Präsidentschafts- und Parlamentswahl in Uruguay 2014 fand am 26. Oktober (1. Wahlgang) und 30. November (Stichwahl) statt. Gewählt wurden der Präsident, der Vizepräsident, 30 Senatoren und 99 Abgeordnete.
Jede Partei wählte ihren Kandidaten in den Vorwahlen zur Präsidentschaftswahl in Uruguay 2014 am 1. Juni.
Da keiner der Präsidentschaftskandidaten die absolute Mehrheit erhielt, erfolgte am 30. November 2014 eine Stichwahl, bei der Tabaré Vázquez gewann.

## Ergebnis

Mandate nach Departamentos

| Parteien                | Parteien                                 | Kandidaten            | 2. Wahlgang | 2. Wahlgang | 1. Wahlgang | 1. Wahlgang | Mandate | Mandate |
| Parteien                | Parteien                                 | Kandidaten            | Stimmen     | %           | Stimmen     | %           | Kammer  | Senat   |
| ----------------------- | ---------------------------------------- | --------------------- | ----------- | ----------- | ----------- | ----------- | ------- | ------- |
|                         | Frente Amplio                            | Tabaré Vázquezgewählt | 1.241.568   | 54,1        | 1.134.187   | 49,4        | 50      | 15      |
|                         | Partido Nacional                         | Luis Lacalle Pou      | 955.741     | 41,7        | 732.601     | 31,9        | 32      | 10      |
|                         | Partido Colorado                         | Pedro Bordaberry      |             |             | 305.699     | 13,3        | 13      | 4       |
|                         | Partido Independiente                    | Pablo Mieres          |             |             | 73.379      | 3,2         | 3       | 1       |
|                         | Unidad Popular                           | Gonzalo Abella        |             |             | 26.869      | 1,2         | 1       | –       |
|                         | Partido Ecologista Radical Intransigente | César Vega            |             |             | 17.835      | 0,8         | –       | –       |
|                         | Partido de los Trabajadores              | Rafael Fernández      |             |             | 3.218       | 0,1         | –       | –       |
| Gesamt                  | Gesamt                                   | Gesamt                | 2.197.309   | 100         | 2.293.788   | 100         | 99      | 30      |
|                         |                                          |                       |             |             |             |             |         |         |
| Quelle: Corte Electoral |                                          |                       |             |             |             |             |         |         |

| Wahl zur AbgeordnetenkammerInsgesamt 99 Sitze - UP: 1 - FA: 50 - PI: 3 - PC: 13 - PN: 32 | Wahl zum SenatInsgesamt 30 Sitze - FA: 15 - PI: 1 - PC: 4 - PN: 10 |